# 鞍背寡杜父魚
鞍背寡杜父魚，為輻鰭魚綱鮋形目杜父魚亞目杜父魚科的其中一種，為亞熱帶海水魚，分布於東太平洋阿拉斯加東南部至墨西哥下加利福尼亞半島北部海域，體長可達6.4公分，棲息在潮間帶，生活習性不明。